# Radio Vilaverde Lda
Radio Vilaverde Lda is een Macause radiostation die uitzendt in Macau en de nabijgelegen Chinese steden, zoals Hongkong, Zhuhai en Shenzhen in provincie Guangdong. De belangrijkste voertaal is Standaardkantonees en andere talen zijn Portugees en Engels. Radio Vilaverde Lda is gevestigd in Hipódromo da Taipa, Ilhas en zendt uit op 738 AM. De paardenraces van Macau worden rechtstreeks uitgezonden.